# Ron Ramsay
Ronald William (Ron) Ramsay (Durban (Zuid-Afrika), 15 november 1930 – 2 oktober 1986) was een Canadees hoogleraar experimentele klinische psychologie aan de Universiteit van Amsterdam.

## Biografie
Ramsay studeerde af in de psychologie in 1963 aan de Universiteit van Alberta en doctoreerde in 1966 aan de University of London op Speech patterns and personality. In 1964 werkte hij mee aan een artikel over 'Effect of an Antidepressant Drug on Clinic Attendance of Alcoholics'. Hij werkte aan het Psychologisch Laboratorium van de Universiteit van Amsterdam waar hij in 1968 een onderzoek leidde naar een anti-rookproef bij 100 proefpersonen. Van de uiteindelijk 54 proefpersonen stopten er 12 met roken terwijl bij 32 van hen het roken (aanzienlijk) verminderde. Per 1 juli 1970 werd hij aan die universiteit benoemd tot gewoon lector met als leeropdracht experimentele klinische psychologie; hij hield zijn openbare les The role of behaviour in psychotherapy op 13 september 1971. In 1974 werkte hij mee aan Richtingen in de psychotherapie. Zijn lectoraat werd per 1 januari 1980 omgezet in een gewoon hoogleraarschap; per 1 juni 1983 werd hem op verzoek ontslag verleend. Hij hield zich onder andere bezig met rouwverwerking van ouders met jonggestorven kinderen en was erkend als een expert in de rouwtherapie. Hij was een van de oprichters en erelid van de Vereniging voor gedragstherapie.
Prof. dr. R.W. Ramsay was de partner van dichter en vertaler Peter Heringa (1945-1987). Hij pleegde op 2 oktober 1986 zelfmoord. Zijn partner deed exact een jaar later hetzelfde.